# Taryn Power
Taryn Stephanie Power semplicemente nota come Taryn Power (Los Angeles, 13 settembre 1953 – Viroqua, 26 giugno 2020) è stata un'attrice e insegnante statunitense, figlia dell'attore Tyrone Power e della sua seconda moglie, l'attrice Linda Christian.

## Biografia

### Infanzia e gioventù
Taryn nacque a Los Angeles, California, nel 1953, dagli attori Tyrone Power e Linda Christian. Quando i genitori divorziarono, nel 1956, lei aveva solo due anni e con la sorella Romina andarono a vivere con la nonna in Messico. Due anni dopo il padre morì per un attacco cardiaco, lasciandola orfana all'età di 5 anni. Successivamente si trasferì a Roma con la madre e la sorella e poi in Spagna e in Inghilterra, dove completò gli studi e a diciotto anni iniziò a recitare. Nella prima metà degli anni settanta raggiunse la sorella Romina in Italia, vivendo per qualche tempo a Roma, prima di fare ritorno a Los Angeles nel 1975.

### Carriera
La sua carriera cinematografica fu breve e discontinua, avendo recitato in soli otto film (i primi due in spagnolo, i successivi per lo più in lingua inglese). I suoi ruoli più importanti furono quello di Valentine De Villefort nel film Il conte di Montecristo (1975) con Richard Chamberlain, Donald Pleasence e Tony Curtis, e quello di Dione in Sinbad e l'occhio della tigre (1977), con Patrick Wayne e Jane Seymour, per cui ottenne una candidatura ai Saturn Award. Recitò anche con Dennis Hopper in Tracks - Lunghi binari della follia (1977), di Henry Jaglom. In Italia partecipò al grottesco Bordella (1976) di Pupi Avati.
Apparve saltuariamente in televisione, nelle serie Nel tunnel dei misteri con Nancy Drew e gli Hardy Boys (1977) e Matt Houston (1985).
Abbandonata la carriera di attrice negli anni novanta per dedicarsi alla famiglia, si trasferì da Los Angeles in una fattoria nella riserva indiana dei Winnebago,Wisconsin, dove lavorò come insegnante di sostegno per i ragazzi disabili all'interno di una struttura pubblica; ritornò un'ultima volta sul set nel 2017, in Italia, per il film Sulle mie spalle di Antonello Belluco.

### Morte
Negli ultimi anni visse in Wisconsin dove morì il 26 giugno 2020, all'età di 66 anni, per una rara forma di leucemia: a darne l'annuncio è stata la sorella Romina.

## Vita privata
Dopo un breve flirt con Richard Chamberlain sul set del film Il Conte di Montecristo, nel 1975 incontrò a Los Angeles il fotografo Norman Seeff, che sposò poco prima della nascita della sua primogenita, Tai Dawn Seeff (28 dicembre 1978), per poi separarsi e divorziare nel 1982.
Ebbe altri due figli dal musicista rock Tony Fox Sales: Anthony Tyrone Sales (4 settembre 1982) e Valentina Fox Sales (10 settembre 1983). In seguito sposò William Greendeer, un uomo di origine nativa Americana Winnebago, dal quale ebbe la quarta figlia, Stella Bianca Greendeer (21 aprile 1996).
Era vegetariana e attivista per i diritti dell'ambiente e degli animali.

## Filmografia

### Cinema
- Una vita un amore (María), regia di Tito Davison (1972)
- Un viaje de locos, regia di Rafael Cohen (1974)
- Bordella, regia di Pupi Avati (1976)
- Tracks - Lunghi binari della follia (Tracks), regia di Henry Jaglom (1976)
- Sinbad e l'occhio della tigre (Sinbad and the Eye of the Tiger), regia di Sam Wanamaker (1977)
- Serpiente de mar, regia di Amando de Ossorio (1985)
- Eating, regia di Henry Jaglom (1990)
- Sulle mie spalle, regia di Antonello Belluco (2020)

### Televisione
- Il conte di Montecristo (The Count of Monte-Cristo), regia di David Greene – film TV (1975)
- Nel tunnel dei misteri con Nancy Drew e gli Hardy Boys (The Hardy Boys/Nancy Drew Mysteries) – serie TV, 1 episodio (1977)
- Matt Houston – serie TV, 1 episodio (1985)